# الشركة السعودية للصناعات العسكرية
الشركة السعودية للصناعات العسكرية هي شركة عسكرية سعودية أعلن عن تأسيسها في 17 مايو 2017 يرأس مجلس إدارتها صاحب السمو الملكي الأمير خالد بن سلمان بن عبد العزيز آل سعود وزير الدفاع، وهي الكيان الوطني الجديد في قطاع الصناعات العسكرية في المملكة العربية السعودية، وتمثل الشركة مكوِّناً من مكونات رؤية السعودية 2030، كما تعتبر أيضا منصة مستدامة لتقديم المنتجات والخدمات العسكرية في المملكة.
ويتوقع أن تبلغ مساهمة الشركة المباشرة في إجمالي الناتج المحلي للمملكة أكثر من 14 مليار ريال سعودي، كما ستخصص الشركة نحو 6 مليار ريال سعودي للاستثمار في عمليات البحث والتطوير، وستوفر الشركة أكثر من 40,000 فرصة عمل في المملكة، معظمها في مجال التقنيات المتقدمة والهندسة.

## رسالة الشركة السعودية للصناعات العسكرية
تتمثل رسالة الشركة في العمل على تطوير أحدث المنتجات التقنية مع التركيز على الإبداع والابتكار، وتقديم حلول متكاملة تساهم في دفع عجلة تطوير قطاع الصناعات العسكرية في المملكة والحفاظ على أمن المملكة وحلفائها.

## أهداف الشركة
تعمل الشركة السعودية للصناعات العسكرية على تحقيق ثلاثة أهداف:
- زيادة المحتوى المحلي من المنتجات والخدمات العسكرية
- الاستثمار في الجوانب الاستراتيجية المربحة
- الحرص على أن تحقق الصناعات العسكرية مساهمة أكبر في الاقتصاد بشكل عام[1]

## ملكية الشركة
تعود ملكية الشركة السعودية للصناعات العسكرية بشكل كامل إلى صندوق الاستثمارات العامة. وتعمل الشركة على المساهمة في دعم تحقيق أهداف رؤية 2030 لتوطين 50% من الإنفاق العسكري للمملكة العربية السعودية.

## مذكرات التفاهم
- روزوبورن اكسبورت - وقعت الشركة السعودية للصناعات العسكرية في أكتوبر 2017 مذكرة تفاهم وعقد الشروط العامة مع روزوبورن اكسبورت ROSOBORONEXPORT، وهي شركة تصدير الأسلحة والمنتجات العسكرية التابعة لدولة روسيا الاتحادية.[5]
- بوينغ، ولوكهيد مارتن، وريثيون، وجنرال داينامكس -وقعت الشركة السعودية للصناعات العسكرية في مايو 2017 مذكرات تفاهم مع أربعة من كبرى شركات التصنيع العسكري في العالم وهي بوينغ ولوكهيد مارتن وريثيون وجنرال داينامكس في مايو 2017.[6]

## أعضاء مجلس الإدارة
أحمد الخطيب
- مستشار في الأمانة العامة لمجلس الوزراء
- مستشار وزير الدفاع
- رئيس لجنة مراجعة طلبات التسليح بوزارة الدفاع
- عضو مجلس إدارة الهيئة العامة للصناعات العسكرية
- عضو مجلس إدارة صندوق الاستثمارات العامة
- رئيس مجلس إدارة الصندوق السعودي للتنمية
- خبرة 25 عاما في المجال المالي والاستثماري، وتأسيس وإدارة الشركات والكيانات الحكومية وإعادة هيكلتها

الأمير فيصل بن فرحان
- كبير المستشارين لسفير خادم الحرمين الشريفين بالولايات المتحدة
- مستشار سابق بالديوان الملكي
- رئيس مجلس الإدارة سابقا لشركة السلام لصناعة الطيران
- خبرة 15 عاما في قطاع الأعمال والصناعات العسكرية

المهندس خالد الفالح
- وزير الطاقة والصناعة والثروة المعدنية
- عضو مجلس إدارة الهيئة العامة للصناعات العسكرية
- عضو مجلس إدارة صندوق الاستثمارات العامة
- رئيس مجلس إدارة شركة أرامكو السعودية
- رئيس مجلس إدارة شركة معادن
- رئيس مجلس إدارة صندوق التنمية الصناعية السعودي
- خبرة 20 عاما في قطاع النفط والغاز والتصنيع وتأسيس وإدارة الشركات

الدكتور غسان السليمان
- المحافظ السابق للهيئة العامة للمنشآت الصغيرة والمتوسطة
- رئيس مجلس الإدارة سابقا لشركة فنشر كابيتال السعودية
- الرئيس السابق لمركز تطوير المنشآت الصغيرة والمتوسطة في غرفة جدة
- خبرة 35 عاما في ريادة الأعمال وإنشاء الشركات

الدكتور غسان الشبل
- رئيس مجلس إدارة المؤسسة العامة للخطوط السعودية
- الرئيس التنفيذي السابق لشركة الالكترونيات المتقدمة
- عضو سابق في الهيئة الاستشارية للشؤون الاقتصادية في المجلس الاقتصادي الأعلى
- أكثر من 20 سنة خبرة في مجال الصناعات العسكرية

عبدالعزيز السويلم
- رئيس مجلس الإدارة والرئيس التنفيذي لشركة إرنست ويونغ بالشرق الأوسط وشمال إفريقيا
- عضو اللجنة الاستشارية بكلية الاقتصاد والإدارة بجامعة الملك عبدالعزيز
- عضو اللجنة الاستشارية بكلية الإدارة بجامعة الأمير سلطان
- أكثر من 30 سنة خبرة في مجال المراجعة والخدمات المالية

الرئيس التنفيذي الدكتور أندرياس شوير
- رئيس مجلس الإدارة والرئيس التنفيذي لشركة راينميتال إنترناشونال والرئيس التنفيذي لقسم الأنظمة القتالية لها
- نائب الرئيس للالكترونيات والكترونيات الطيران في مجموعة إيرباص
- نائب الرئيس ومدير إدارة التصميم والتطوير في شركة يوروكبتر
- مدير إدارة البحث والتطوير في شركة يوروكبتر
- خبرة أكثر من 20 عاما في مجال الصناعات العسكرية[7]